# Holmby
Holmby is een plaats in de gemeente Eslöv in Skåne, de zuidelijkste provincie van Zweden. De plaats heeft 55 inwoners (2000) en een oppervlakte van 7 hectare. In het dorp is een kerk uit de 12de eeuw te vinden.